# 옐레나 도키치
옐레나 도키치(Jelena Dokić, 1983년 4월 12일 ~ )는 유고슬라비아 오시예크 (현 크로아티아) 출신 오스트레일리아의 여자 프로 테니스 선수. 프로 데뷔 당시는 오스트레일리아 국적으로 활동하고 있었기 때문에, 영어식 발음인 "옐레나 도키크"라고했지만, 1999년 윔블던 대회 기간 중, 자신이 유고슬라비아에서 태어난 때의 발음으로 불러 달라라는 본인의 희망에 따라 "도키치"라고 불리게되었다.
WTA 투어 단식 6승, 복식 4승을 하였으며, 2001년 프랑스 오픈 여자 복식 준우승을 하였다. 자체 최고 순위는 단식 4위, 복식 10위이다. 한편 아버지 다미루의 거듭된 기이한 행동, 후술하는 국적 변경 문제 등 코트 안팎에서 문제가 많은 선수이기도 하다.

## 어린 시절
옐레나 도키치는 오시예크에서 세르비아인 아버지 다미루 도키치와 크로아티아인 어머니 사이에서 1983년 4월 12일 태어났다.